# Рамирес, Эстефания
Эстефания Рамирес Кастильо (исп. Estefanía Ramírez Castillo, род. 10 октября 1991, Богота) — колумбийская регбистка, замыкающий. Участница летних Олимпийских игр 2016 года.

## Биография
Эстефания Рамирес родилась 10 сентября 1991 года в колумбийском городе Богота.
Играла в регби за «Карнерос Андес» из Боготы.
В 2015 году участвовала в Панамериканских играх в Торонто, где колумбийки заняли 5-е место в турнире по регби-7.
В 2016 году участвовала в розыгрыше этапа Мировой серии по регби-7 в Атланте, где колумбийки выступали единственный раз и заняли последнее, 14-е место.
В том же году вошла в состав женской сборной Колумбии по регби-7 на летних Олимпийских играх в Рио-де-Жанейро, занявшей 12-е место. Провела 4 матча, очков не набрала.